# Stainton (Eden)
Stainton is een dorp in het bestuurlijke gebied Eden, in het Engelse graafschap Cumbria.  Het dorp ligt in de civil parish Dacre, aan de A66 enkele kilometers ten westen van Penrith.   

Stainton heeft een school.